# Royal Academy of Music (compañía)

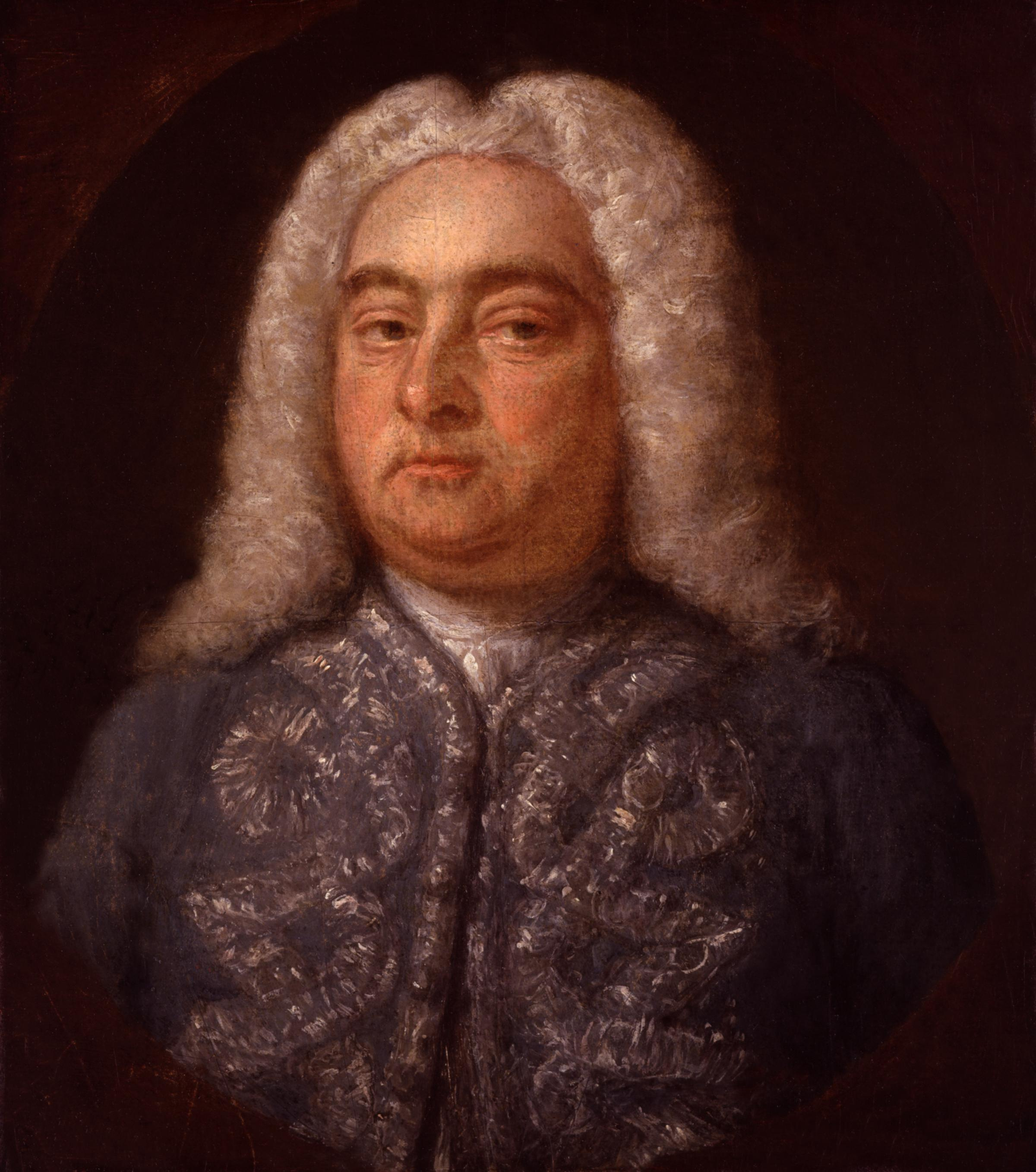
Georg Friedrich Händel por Francis Kyte, de la Nacional Portrait Gallery.

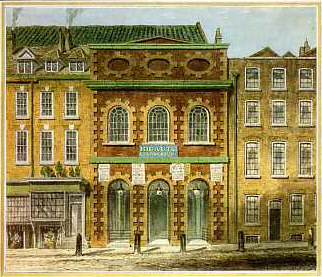
The King's Theatre en Haymarket (Londres) por William Capon.

La Royal Academy of Music (Real Academia de Música) fue una compañía fundada en febrero de 1719, durante la estancia de Georg Friderich Händel en Cannons, por un grupo de aristócratas para asegurarse a sí mismos un suministro constante de óperas barrocas  u óperas serias. No está conectada con el conservatorio de Londres con el mismo nombre, el cual fue fundado en 1822.
Les encargaron un gran número de óperas nuevas a tres de los compositores principales en Europa: Händel, Attilio Ariosti y Giovanni Bononcini. La Royal Academy tomó la forma legal de una sociedad por acciones bajo letras patentes emitidas por Jorge I de Gran Bretaña para un plazo de 21 años con un gobernador, un gobernador sustituto y al menos quince directores. La (primera) Royal Academy duró únicamente nueve temporadas de las veintiuna, pero tanto la New o Second Academy y la Ópera de la Nobleza parece que operaron bajo su Carta Real hasta la expiración del plazo original.
Handel fue nombrado como Maestro de capilla responsable no sólo para contratar solistas sino también para adaptar óperas del extranjero y para proporcionar posibles libretos para su uso propio, generalmente provinientes de Italia.
Inicialmente, el libretista Paolo Antonio Rolli era el secretario italiano de la Academy y fue reemplazado por Nicola Francesco Haym al cabo de unos pocos años.